# Schefflera crassipes
Schefflera crassipes là một loài thực vật có hoa trong Họ Cuồng cuồng. Loài này được Baill. miêu tả khoa học đầu tiên năm 1878.